# 喜多見
喜多見（日语：／ Kitami */?）是東京都世田谷區的町名。現行行政地名為喜多見一丁目至喜多見九丁目。郵遞區號157-0067。

## 地理
屬世田谷區砧地域。町域南北狹長，北接狛江市東野川，東連成城，東南連大藏、宇奈根，南側多摩川西岸為川崎市多摩區堰、宿河原，西通狛江市駒井町、岩戶南、岩戶北。
小田急電鐵小田原線從北部通過，並在九丁目設置喜多見站。

### 河川
- 多摩川
- 野川

## 歷史
中世紀，此地曾是江戶氏的本據地，江戶時代是短暫的喜多見藩藩廳所在地。

### 地名由來
1300年代初期，此地名為「木田見」。16世紀後半出現「木多見」、「喜多見」、「北見」等寫法。這一帶曾發現古代聚落遺跡，歷史悠久。然而地名的語源依舊不明。

## 交通
喜多見西北部與狛江市交界附近設有小田急線喜多見站，車站步行圏以外的民眾可利用狛11（小田急）、狛12（小田急）、玉05（東急）、玉07（東急）、玉07（小田急）、玉08（小田急）系統等巴士前往狛江站、和泉多摩川站、成城學園前站、二子玉川站等。

## 備註
1. ↑  平成25年（2013年）の世田谷区の町丁別人口と世帯数 - 世田谷区